# Alexander Strasser
Alexander Strasser (* 28. September 1656 in Kremsmünster als Wolfgang Heinrich Strasser; † 24. September 1731 ebenda) war Benediktiner und Abt von 1709 bis 1731 des Stiftes Kremsmünster.

## Leben
Strasser wurde 1656 als Sohn eines Stiftsbeamten geboren und war der erste Abt in der langjährigen Geschichte des Stiftes, der aus Kremsmünster selbst stammte. Er besuchte das Stiftsgymnasium Kremsmünster und absolvierte ein Philosophiestudium an der Universität Salzburg. Danach trat er ins Kloster ein und legte am 13. November 1679 seine Profess ab und feierte Primiz am 1. Januar 1684.
In den nächsten Jahren bekleidete er mehrere wichtige Stiftsämter, so zum Beispiel war er Professor am Gymnasium (1683–1692), Gymnasialpräfekt (1686–1692), Aufseher der Stiftsweinberge und Küchenmeister, bevor er 1698 Prior wurde. Von 1704 bis 1709 war er Pfarrer in Pettenbach.
Noch zu Lebzeiten seines kränklichen Vorgängers Abt Martin übernahm Strasser mehr und mehr Amtsgeschäfte, sodass es keine Überraschung war, dass er bei der Abtwahl die Mehrheit der Stimmen auf sich vereinen konnte. Am 16. September 1709 wurde er schließlich zum Abt gewählt und am 10. Oktober 1709 in Passau zu Abt Alexander II. Strasser benediziert.
Seine langjährige Amtszeit war vor allem geprägt durch rege Bautätigkeit.
Plötzlich und unerwartet erlitt er am 9. April 1729 einen Anfall, sodass er mit den Sterbesakramenten versehen wurde. Nach zweijährigem Leiden starb er am 24. September 1731, im Alter von 75 Jahren.

## Wirken
Im Jahre 1715 wurde Strasser zum Abgeordneten der Landstände gewählt, was ihn dazu veranlasste, ein Jahr in Wien am kaiserlichen Hofe mit Arbeiten zuzubringen. Dabei erwarb er sich die Gunst Kaiser Karls VI., der ihn mit einer wertvollen – mit Edelsteinen verzierten – Pektorale an einer kostbaren goldenen Kette ehrte. Weiters wurde ihm 1718 vom päpstlichen Legaten Kardinal Spinola das Amt eines apostolischen Kommissärs aufgetragen, welches er mehrere Jahre lang ausübte.
Großes Augenmerk legte Strasser auf Verschönerung des Stiftes, was sich in der enormen Bautätigkeit zeigte. Schon in den ersten Jahren seiner Amtsführung beschäftigte er 16 Jahre hindurch den Baumeister Jakob Prandtauer aus St. Pölten. Unter anderem ließ Abt Strasser die Abteikirche barockisieren und die neue Sakristei erbauen (1720). Trotz vieler Bauten und Anschaffungen ließ er das Stift in Wohlstand zurück.

## Schreibweise des Familiennamens
Laut den offiziellen Dokumenten des Stiftes Kremsmünster, wie die Äbtetafel von Abt Erhard Voit (aus dem Jahre 1588), das Epitaph in der Stiftkirche beim Candida Altar und dem Professbuch des Stiftes Kremsmünster ist die richtige Schreibweise des Familiennamens Strasser. In späteren Dokumenten des 19. Jahrhunderts, wie von Ulrich Hartenschneider und Constantin von Wurzbach, wurde der Name fälschlicherweise mit ß geschrieben, wodurch in einigen anderen Literaturen immer wieder Straßer, statt Strasser zu lesen ist. In der Literatur ab dem 20. Jahrhundert hat sich die Schreibweise Strasser durchgesetzt.